# Jean Maillard (compositeur)
 (septembre 2024).
Pour les articles homonymes, voir Jean Maillard et Maillard.
Jean Maillard, né vers 1515 et mort après 1570, est un compositeur français de la Renaissance, probablement actif à Paris.

## Biographie
Maillard offre le cas très rare d’un compositeur important, mais sur qui on ne possède rigoureusement aucun document biographique original, excepté ce qui ressort de ses propres éditions.
Cité dans le Prologue du Quart livre de Pantagruel (1548) alors que plusieurs de ses chansons paraissent dès 1538, il l’est également par Pierre de Ronsard dans la préface du Livre de Meslanges de Le Roy et Ballard (1560). Ni l’un ni l’autre ne précise quoi que ce soit sur lui ni sur ses fonctions. Son portrait publié en 1565 dans ses volumes de motets ne précise même pas son âge mais, à lui donner 50 ans, on peut le faire naître vers 1515, date plausible puisqu’il publie dès 1538 (à 23 ans, donc).
Son absence des archives parisiennes n’incite pas à le faire vivre à Paris, mais comme toutes ses œuvres paraissent à Paris, ses connexions avec la ville ont dû être fortes, sinon fréquentes, d’autant que ses deux livres de motets de 1565 sont respectivement offerts à Charles IX et à Marie de Médicis. Mais là encore, Maillard est totalement absent des registres de la Maison du roi ou de la reine mère…
A-t-il travaillé à l’étranger ? Est-il allé en Espagne, où l’on conserve à Barcelone une collection manuscrite de 25 motets, deux messes et deux magnificat, signés de J[oan] Mallart ? A-t-il adhéré au protestantisme, si l’on en croit trois chansons spirituelles ? Rien n’est sûr, en ce qui le concerne.

## Œuvre

### Messes

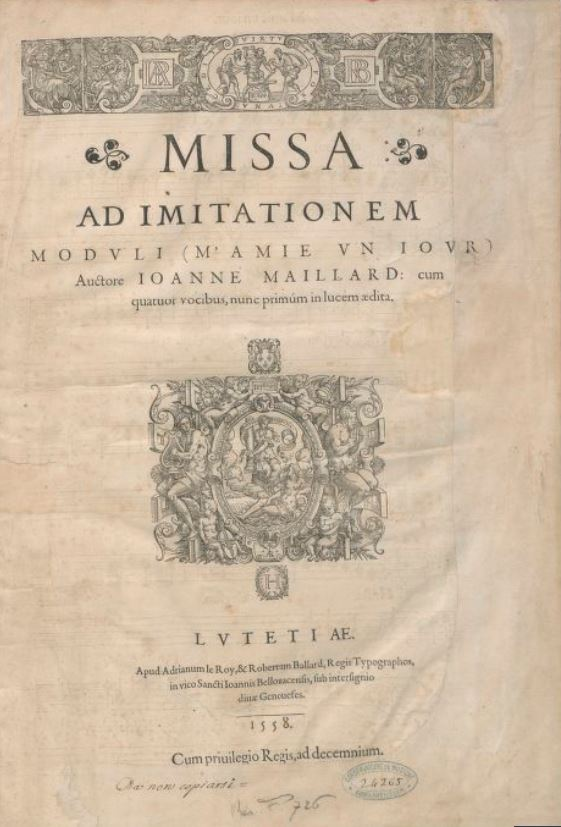
Jean Maillard, Missa M'amie un jour (Paris, Le Roy et Ballard, 1558). BnF Gallica.

Elles sont éditées dans J. Maillard, The Masses, ed. Raymond H. Rosenstock, Ottawa, American Institute of Musicology, 1997. Publiées entre 1553 et 1558, les messes de Maillard semblent dater du début de sa carrière et pourraient dénoter l’absence d’emploi stable dans une chapelle.
- Missa Ego sum qui sum à 4 v. ;
- Missa Je suis desheritée à 4 v. :

Ces deux messes sont publiées dans le recueil Liber primus sex missa continens. - Paris, Adrian Le Roy et Robert Ballard, 1553, RISM 15531, Lesure 1955 n° 6. La seconde est rééditée en 1558 (RISM 15582, Lesure 1955 n° 47).
La première, fragmentaire, reprend le thème d’un motet de Jean Richafort, la seconde celui d’une chanson de Pierre Cadéac, dont le thème est réutilisé tout au long de la messe.
- Missa ad imitationem missae Virginis Mariae, à 5 v. - Paris, Adrian Le Roy et Robert Ballard, 1557. RISM M 181, Lesure 1955 n° 25.

Cette messe paraphrase le plain-chant de la Messe pour la Vierge.
- Missa ad imitationem moduli M’amie un jour, à 4 v. - Paris, Adrian Le Roy et Robert Ballard, 1558 (avec réémission en 1559). RISM M 182 et 183, Lesure 1955 n° 44 et 51. Numérisée sur Gallica.

Cette messe reprend le thème de la chanson M’amie un jour de Pierre Certon. Le modèle est utilisé comme cantus firmus dans l’Agnus final.
- Missa pro mortuis à 4 v. Barcelone, Bibl. de Catalunya, Ms. 682 (olim 385).
- Missa pro vivis à 4 v. Barcelone, Bibl. de Catalunya, Ms. 682 (olim 385).

Ces deux messes sont notées dans un manuscrit catalan copié vers 1572, en tout cas avant 1597. La seconde est écrite sur la chanson de Claudin de Sermisy Ô combien est malheureux le désir.
À ces messes s’ajoute un Credo :
- Patrem a Io. Maillard, cum octo vocibus, nunc primum in lucem aeditum. - Paris, Adrian Le Roy et Robert Ballard, 1557. 1 vol. 2°. RISM M 180, Lesure 1955 n° 27. Réédition en 1564 à Nuremberg chez Berg et Neuber (RISM 15641).

### Motets
Ses 86 motets sont édités dans :

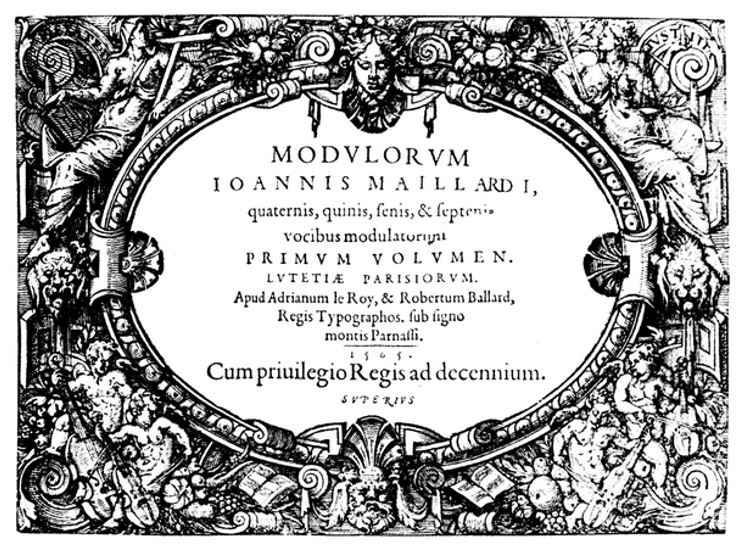
Page de titre de : Jean Maillard, Modulorum... primum volumen (Paris, Le Roy et Ballard 1565). Madrid Bibl. Cons.

- Modulorum Joannis Maillardi : the four-part motets, ed. Raymond H. Rosenstock. Madison, A-R Edition, 1987 (Recent Researches in the Music of the Renaissance, 73).
- Modulorum Joannis Maillardi : the five-, six- and seven-part motets, part I [-II], ed. Raymond H. Rosenstock, Madison, A-R Edition, 1993 (Recent Researches in the Music of the Renaissance, 95-96).
- Jean Maillard : collected sacred works, ed. Raymond H. Rosenstock. Madison, A-R Edition, 2012 (Recent Researches in the Music of the Renaissance, 159).

Trois volumes de motets ont été exclusivement consacrés à Jean Maillard par les presses de Le Roy et Ballard, ce qui montre bien l’importance du compositeur. Le premier, de 1555, fait partie d’une collection où figurent également des volumes de motets de Pierre Cadéac, Pierre Certon, Jean Mouton, Claudin de Sermisy et Josquin Desprez, signe là encore de la grande réputation de l’auteur…
- Ioannis Maillard musici excellentissimi moteta, quatuor, quinque & sex vocum. Liber primus. - Paris, Adrian Le Roy et Robert Ballard, 1555. 5 vol. 4° obl. RISM M 179, Lesure 1955 n° 16. Contient 20 motets.
- Modulorum Ioannis Maillardi, quaternis, quinis, senis, & septenis vocibus modulatorum. Primum volumen. - Paris, Adrian Le Roy et Robert Ballard, 1565. 5 vol. 4° obl. RISM M 184, Lesure 1955 n° 96. Contient 37 motets. La dédicace latine de Le Roy et Ballard au roi Charles IX est transcrite dans Lesure 1955, doc. 16.
- Modulorum Ioannis Maillardi, quaternis, quinis, senis vocibus modulatorum. Secundum volumen. - Paris, Adrian Le Roy et Robert Ballard, 1565. 5 vol. 4° obl. RISM M 185, Lesure 1955 n° 97. Contient 25 motets. La dédicace de Le Roy et Ballard à la reine mère Catherine de Médicis est reproduite dans Rosenstock 1987, p. xix.
- D’autres motets (pour certains déjà publiés) sont publiés dans des recueils imprimés dès 1553 (RISM 15537, et dans divers manuscrits, notamment à Barcelone (Biblioteca de Catalunya, Mss. 608 et 682, ici avec des œuvres de Palestrina notamment) ou dans d’autres dépôts (dont Tarazona, S. Iglesia Catedral, MS. 7 et 8, à Munich ou en Suède).

Une petite moitié des motets de Maillard reprend du plain-chant exposé en valeurs longues au superius ou au tenor, ou traité en imitation. Quelques-uns reprennent des thèmes profanes ou combinent des antiennes. Il fait souvent usage de madrigalismes (où la musique tend à exprimer le sens du mot). Trois de ses motets paraissent mis en tablature de luth par Adrian Le Roy (dans RISM 155124 avant même leur parution en parties séparées dans RISM 15537.

### Autre pièces sacrées
- Deux Magnificat des 2e et 4e tons, dans Canticum beatae Mariae Virginis (quod Magnificat inscribitur) octo modis à diversis actoribus compositum… - Paris, Adrian Le Roy et Robert Ballard, 1557. 1 vol. 2°. RISM 15578, Lesure 1955 n° 30.
- Deux Magnificat des 1e et 8e tons, Barcelone, Biblioteca de Catalunya.

Ces pièces sont publiées dans Rosenstock 2012.

### Chansons spirituelles
- Quatre chansons spirituelles à 4 voix paraissent à Wittenberg et Paris dans quatre recueils (RISM 15457, 15458, 155318, 155319).

### Chansons
À la différence de ses messes et de ses motets, les 58 chansons de Maillard (surtout à 4 v., parfois à 5 ou 6 v.) ont toutes paru dans des recueils collectifs :
- À Paris chez Pierre Attaingnant : RISM 153811, 153814, 153915, 153917, 154010, 154014, 154119, 154213, 15458 (attribuée à Janequin), 154710, 15483 (attribuée à Arcadelt); 15505 ;
- À Lyon chez Jacques Moderne : 153817, 15418, 154314, 15449 ;
- À Wittenberg chez Georg Rhaw : 15457 ;
- À Paris chez [Nicolas Du Chemin] : 154925, 154927, 15507, 155012, 15519, 15603a ;
- À Paris chez Adrian Le Roy et Robert Ballard : 155319, 155425, 155426, 155523, 155615, 15722, 15613, 15614, 15709 ;
- À Anvers chez Hubert Waelrant et Jan de Laet : 155618 ;
- À Lyon chez Robert Granjon : 155914.

Quarante-huit d’entre elles sont publiées dans The sixteenth-century chanson, New York, Garland, 1990-1993, vol. 18, 25 et 26. Maillard met en musique de courtes pièces de Clément Marot, Mellin de Saint-Gelais, Maurice Scève et Charles de Sainte-Marthe, et d’autres restés anonymes. Son style se rapproche de celui de la « chanson parisienne » des années 1540. Beaucoup de ses chansons ont été mises en tablature pour guitare, cistre, vihuela ou luth, paraissant chez divers éditeurs entre 1546 et 1578.
Autre signe de sa réputation : Claude Goudimel a écrit une messe sur la chanson Tant plus je mets de Maillard, Palestrina une messe sur son motet Eripe me, et Roland de Lassus a repris plusieurs de ses thèmes.